# Kirk Acevedo
Kirk Acevedo (ur. 27 listopada 1971 w Nowym Jorku) – amerykański aktor. Najlepiej znany z ról w serialach Oz, Kompania Braci oraz Fringe: Na granicy światów.

## Wczesne lata
Ma pochodzenie chińskie i portorykańskie. Jego rodzice urodzili się i żyli w Nowym Jorku, w Brooklynie. Tam też urodziły się ich dzieci: Richard oraz Kirk. Rodzina przeniosła się do Bronx i tam bracia się wychowali. Od dzieciństwa Kirk okazywał zainteresowanie aktorstwem. Chciał występować przed rodziną w improwizowanych przedstawieniach. Acevedo uczestniczył też do klubu aktorskiego w szkole średniej.

## Kariera
Po kilku gościnnych występach w serialach, między innymi New York Undercover (1994), otrzymał rolę w serialu stacji HBO Oz, gdzie wcielił się w Miguela Alvareza. Następnie zagrał w produkcji Prawo i bezprawie jako śledczy Hector Salazar. W 1998 roku wystąpił w filmie Cienka czerwona linia jako szeregowy Tella. Przypadła mu też rola sierżanta Josepha Toye’a w miniserialu Kompania Braci. Przez następne kilka lat zaliczył epizody w takich serialach jak Gliniarze bez odznak, Dowody zbrodni czy Wzór. W 2005 zagrał w romansie przygodowym Podróż do Nowej Ziemi, rok później wystąpił w dramacie sportowym Vince niepokonany. Od 2008 roku można go oglądać w serialu Fringe jako agenta FBI, Charliego Francisa.

## Nagrody
W 1997 roku otrzymał nominację do CableACE Award za Oz. W 1999 otrzymał nagrodę ALMA za rolę w Cienkiej czerwonej linii, a był do niej nominowany jeszcze trzykrotnie za rolę w Oz.